# Coniogramme rosthornii
Coniogramme rosthornii är en kantbräkenväxtart som beskrevs av Georg Hans Emmo Wolfgang Hieronymus. Coniogramme rosthornii ingår i släktet Coniogramme och familjen Pteridaceae. Inga underarter finns listade.